# Протоцератопс
Протоцера́топс (лат. Protoceratops от греч. πρωτο — «первый», κέρας — «рог», ωψ — «лицо») — род растительноядных динозавров из семейства протоцератопсид, обитавших в позднем мелу (75—71 млн лет назад) на территории современной Монголии. От других представителей инфраотряда Ceratopsia отличался отсутствием хорошо развитых рогов и рядом других особенностей.
Протоцератопсы обладали большим «воротником» — костным выростом черепа, который мог служить как для защиты шеи, так и для крепления жевательных мышц и для того, чтобы произвести впечатление на сородичей.

## Описание

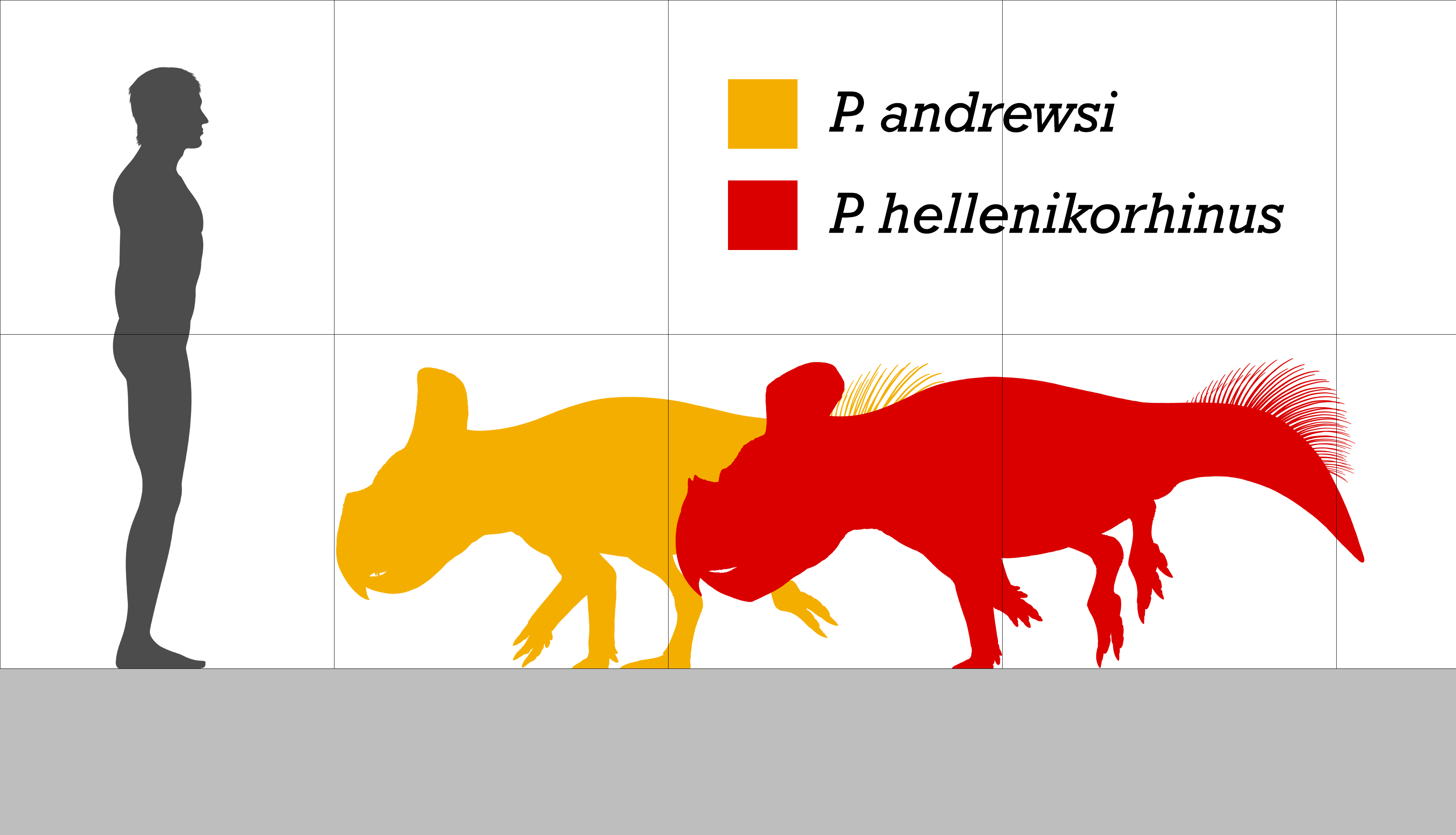
Оба вида в сравнении с человеком

Протоцератопс достигал приблизительно 1,8 метра в длину; высота в холке составляла 0,6 метра. Взрослая особь весила около 80 килограммов. Большое количество ископаемых остатков, обнаруженных в одном месте, даёт основание предположить, что протоцератопсы жили стадами.

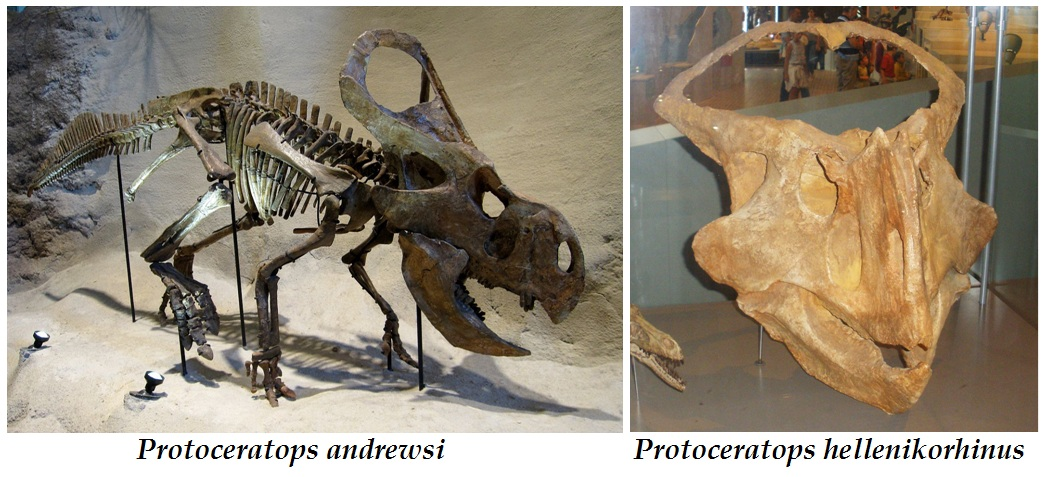
Слева: монтированный скелет P. andrewsi в Музее естественной истории Карнеги, Питсбург;
Справа: череп P. hellenikorhinus в Национальном музее естественной истории, Париж

Протоцератопс обладал сравнительно крупным для своих размеров черепом. Будучи травоядным, он, тем не менее, имел, по всей видимости, мощные челюсти, которыми мог нанести при необходимости сильный укус. Его зубы были хорошо приспособлены к пережёвыванию грубой растительной пищи. Спереди на черепе находился массивный клювовидный выступ и четыре пары костных окон. Самое большое из черепных отверстий — носовое — было значительно меньше, чем у более поздних видов. Глазницы крупные (до 50 миллиметров в диаметре). Позади глазниц находились отверстия несколько меньшего размера (так называемые «инфратемпоральные окна»).
В затылочной области черепа располагался костный вырост («воротник»), в котором имелись два больших париетальных отверстия; в щёчной области — крупные скуловые кости. «Воротник» был образован главным образом теменной костью, и частично — височной. Размеры и вид «воротника» у разных особей существенно различались: у некоторых сохранившихся черепов затылочные выросты короткие, тогда как у других по длине равняются почти половине черепа. Некоторые исследователи, включая Питера Додсона, объясняют эти различия половым диморфизмом и возрастом особей.

## История открытия и виды
Фотограф Дж. Б. Шейклфорд обнаружил первый скелет протоцератопса в пустыне Гоби (Ганьсу, Внутренняя Монголия), в ходе американской экспедиции 1922 года, возглавляемой Роем Чепменом Эндрюсом, целью которой были поиски предков человека. Хотя ископаемые остатки древнейших людей не были найдены, удалось собрать большую коллекцию ископаемых остатков протоцератопсов, наряду с окаменевшими скелетами велоцираптора, овираптора и пситтакозавра.
В 1923 году американские палеонтологи Уолтер Грейнджер и У. К. Грегори описали найденные ископаемые остатки рептилии как типовой вид P. andrewsi, дав ему видовое название в честь Р. Эндрюса. Исследователи сразу отметили важность открытия, так как новый вид представлял собой «долгожданного предка трицератопса». Скелеты были в отличном состоянии, у некоторых экземпляров сохранились даже склеротические кольца (хрупкие кости глазниц).
В 1948 году Палеонтологической экспедицией АН СССР под руководством И. А. Ефремова был найден полный скелет протоцератопса.
В 1971 году в Монголии были обнаружены ископаемые остатки протоцератопса, в которого вцепился велоцираптор. Считают, что гибель настигла их одновременно, во время сражения либо в результате песчаной бури.
В 1975 году польские палеонтологи Тереза Марьяньская и Хальшка Осмульская описали второй вид протоцератопса, также происходящий из Монголии, названный ими P. kozlowskii. Однако в настоящее время считается, что это ископаемые остатки молодой особи вида Bagaceratops rozhdestvenskyi.
В 2001 году был описан новый вид — P. hellenikorhinus. Он был заметно крупнее, чем P. andrewsi, имел несколько иную форму «воротника» и более мощные рога. Кроме того, два небольших рога располагались над ноздрями. Передние зубы отсутствовали.

## Размножение

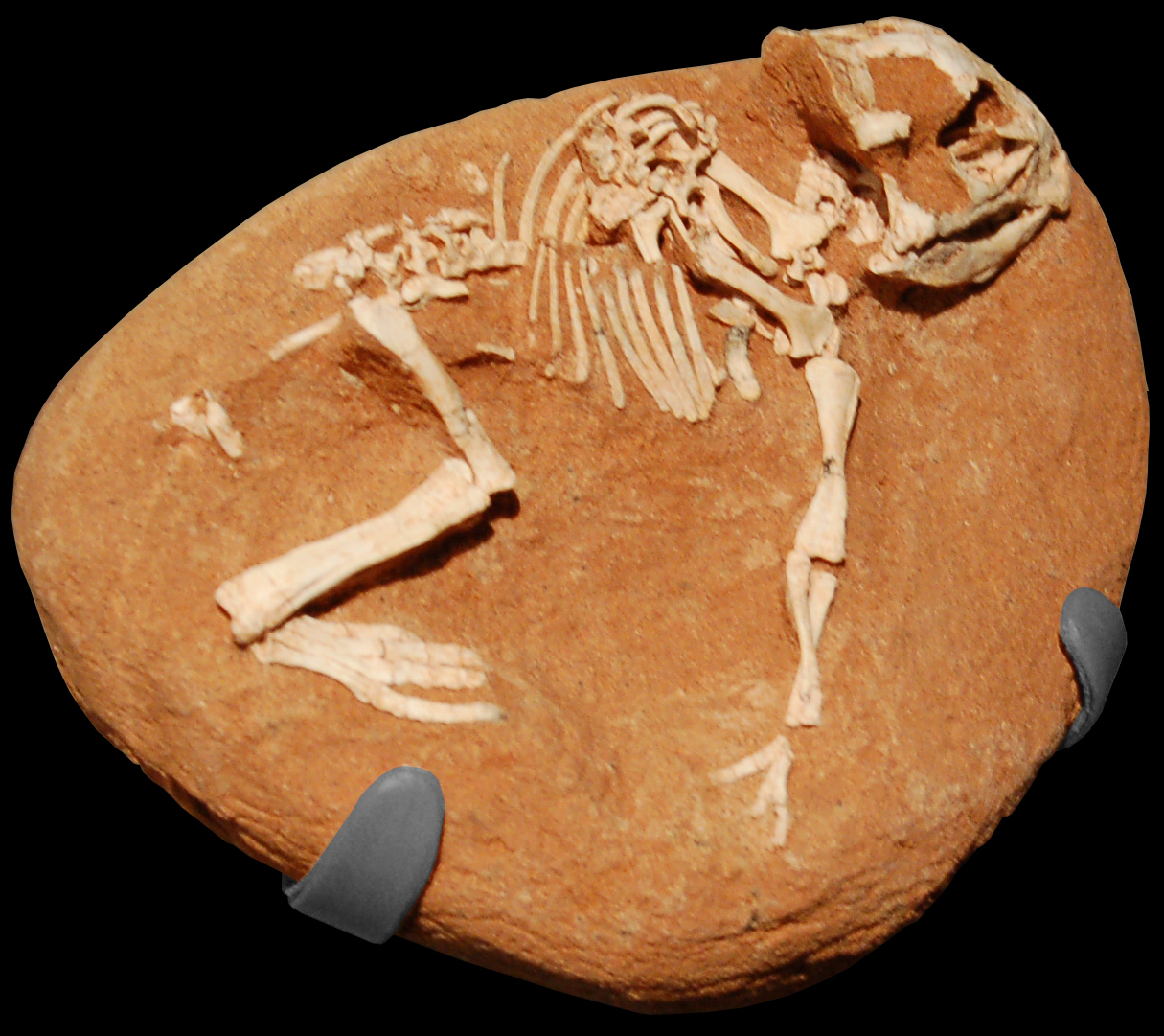
Скелет детёныша P. andrewsi в Американском музее естественной истории, Нью-Йорк

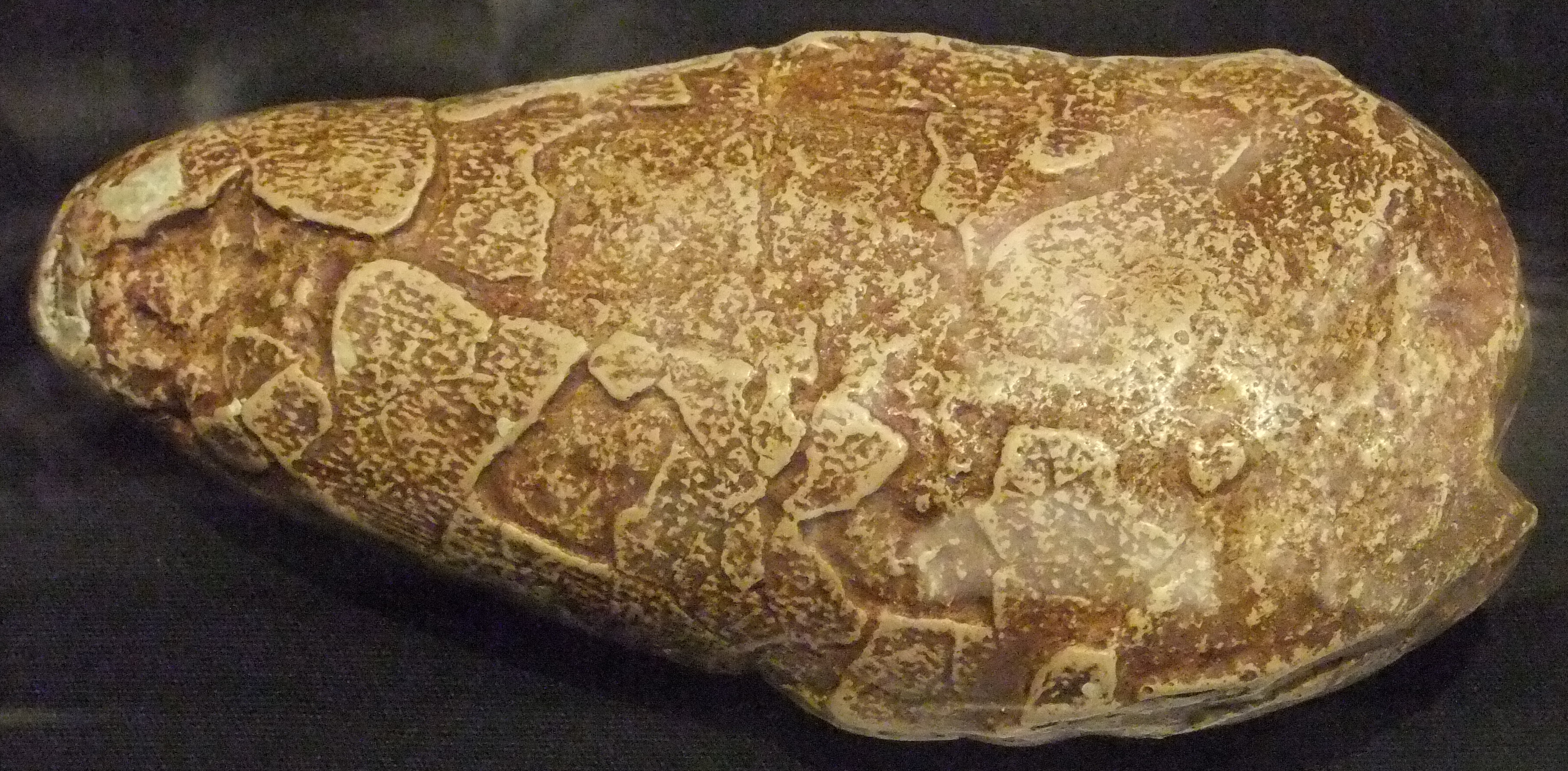
Копия яйца Protoceratops sp. в музее Рексхэма (Wrexham Museum), Уэльс

В 1920-х годах Рой Чепмен Эндрюс впервые обнаружил окаменевшие яйца динозавра в пустыне Гоби. Каждое яйцо было длиной примерно 20 см; вышедшие из них новорождённые особи должны были достигать в длину около 30 см. Так как поблизости находилось множество ископаемых остатков протоцератопсов, утвердилось мнение, что яйца принадлежали именно этому виду.
Считалось, что теропод овираптор питался яйцами протоцератопса, поскольку рядом с гнездом был найден скелет овираптора. На том основании, что череп его был разбит, было сделано предположение, что повреждение нанесла разгневанная самка протоцератопса, оборонявшая своё гнездо от хищника. Однако в 1993 году Норрелл обнаружил зародыш внутри яйца, которое считалось яйцом протоцератопса. В ходе внимательного изучения оказалось, что в действительности это был зародыш самого овираптора. Таким образом, первоначальная находка свидетельствовала скорее о том, что овирапторам было присуще гнездовое поведение, чем о неудачной попытке похитить чужое яйцо.

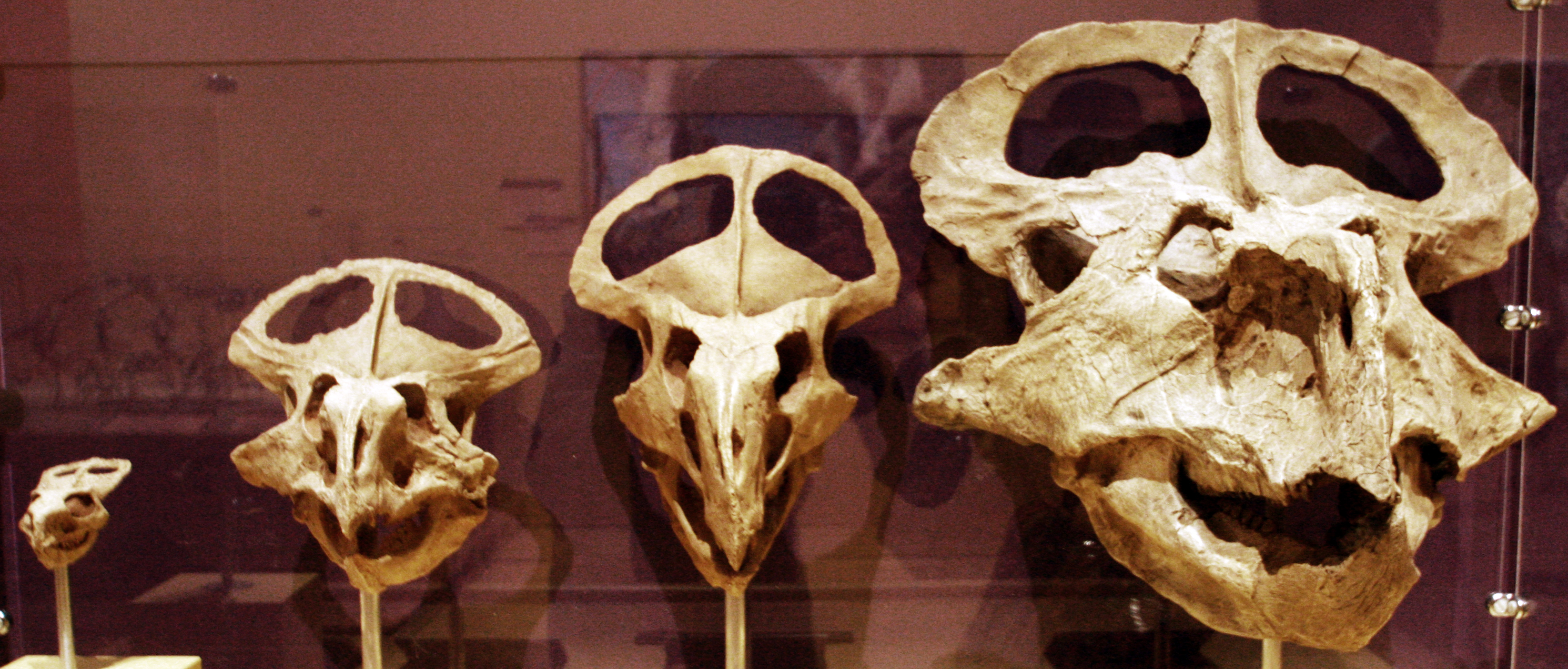
Стадии роста P. andrewsi

В 2011 году международной командой учёных в Монголии было обнаружено гнездо с окаменелыми остатками 15 детенышей Protoceratops andrewsi, 10 скелетов сохранилось полностью. Гнездо имеет форму чаши диаметром примерно 2,3 метра, все ископаемые остатки имеют признаки детёнышей: короткие морды, большие глаза, отсутствие рогов и «воротника». Изучив дополнительные линии роста фон Эбнера на зубах извлечённых из яиц эмбрионов учёные пришли к выводу, что у протоцератопсов период инкубации составлял три месяца.

## Классификация
|  | Bagaceratops  |
|  |               |
|  | Protoceratops |
|  |               |

|  | Zuniceratops |
|  |              |
|  | Ceratopsidae |
|  |              |

|  | Bagaceratops  |
|  |               |
|  | Protoceratops |
|  |               |

|  | Zuniceratops |
|  |              |
|  | Ceratopsidae |
|  |              |

## В культуре
- Протоцератопс стал персонажем мини-сериала BBC «Правда о динозаврах-убийцах».